# Zitti e buoni
Zitti e buoni (pronunciat [ˈtsitti e bˈbwɔːni]; en català «Callats i bons») és una cançó del grup italià de rock Måneskin. Fou la cançó guanyadora del Festival de la Cançó d'Eurovisió del 2021 després d'haver estat triada al Festival de Sanremo per representar-hi Itàlia.

## Eurovisió 2021
La cançó va representar Itàlia al Festival de la Cançó d'Eurovisió del 2021, després que fos escollida al Festival de Sant Remo del mateix any. Com que Itàlia és membre del grup dels Big Five, la cançó va avançar automàticament a la final, que se celebrà el 22 de maig de 2021 al Rotterdam Ahoy de Rotterdam, Països Baixos. Algunes parts de la lletra de la cançó foren canviades entre el Festival de Sanremo i Eurovisió per ser malsonants (se n'eliminaren paraules originals com ara coglioni i cazzo). La cançó va guanyar el concurs amb un total de 524 punts. En l'actuació després de guanyar el concurs la banda va interpretar la versió sense censura de la cançó.